# Sybra ornata
Sybra ornata là một loài bọ cánh cứng trong họ Cerambycidae.